# Zusters zonder liefde
Zusters zonder liefde is een boek geschreven door journalist Jan Stevens uit 2024. In het boek beschrijft Stevens misstanden uitgevoerd door zusters verbonden aan de Katholieke kerk in België.
Het boek is opgebouwd rondom de verhalen van slachtoffers van misstanden gepleegd door zusters. Zo heeft ieder hoofdstuk de naam van een slachtoffers als titel. 
Het boek gaat in op misstanden binnen weeshuizen waarbij aandacht is voor bijvoorbeeld de misstanden binnen het weeshuis in Zelem. In het boek is veel aandacht voor gedwongen adopties uitgevoerd binnen de moederhuizen die werden beheerd door zusters zoals binnen het Lommelse moederhuis Tamar gerund door de congregatie Zusters Kindsheid Jesu. 